# Iris Remmers
Iris Remmers (Zwijndrecht, 20 mei 2005) is een voetbalspeelster uit Nederland. Ze speelt als aanvaller voor ADO Den Haag in de Vrouwen Eredivisie.

## Clubcarrière
Iris Remmers begon haar carrière bij voetbalclub FC Binnenmaas in Puttershoek. Al op jonge leeftijd stapte ze over naar de jeugdopleiding van ADO Den Haag.
Na jaren in de jeugd van ADO Den Haag te hebben gevoetbald, maakte Remmers in de thuiswedstrijd tegen Excelsior op 24 november 2023 haar debuut in de wedstrijdselectie van ADO Den Haag.
Haar debuut in de Vrouwen Eredivisie maakte Remmers op 14 april 2024 in een thuiswedstrijd tegen sc Heerenveen door in de 78ste minuut in te vallen voor Manon van Raay. De wedstrijd ging met 0-1 verloren voor ADO Den Haag. Remmers zette haar handtekening onder haar eerste contract op 25 april 2024. Ze is daarmee tot medio 2026 aan de club uit Den Haag verbonden. In een thuiswedstrijd tegen Excelsior maakte Remmers haar eerste doelpunt in de Vrouwen Eredivisie.

## Statistieken
| Seizoen | Club         | Competitie         | Competitie | Competitie | Beker | Beker | Overig | Overig | Totaal | Totaal |
| Seizoen | Club         | Competitie         | Wed.       | Dlp.       | Wed.  | Dlp.  | Wed.   | Dlp.   | Wed.   | Dlp.   |
| ------- | ------------ | ------------------ | ---------- | ---------- | ----- | ----- | ------ | ------ | ------ | ------ |
| 2023/24 | ADO Den Haag | Vrouwen Eredivisie | 1          | 0          | 0     | 0     | 0      | 0      | 1      | 0      |
| 2024/25 | ADO Den Haag | Vrouwen Eredivisie | 7          | 2          | 0     | 0     | 0      | 0      | 7      | 2      |
| Totaal  | Totaal       | Totaal             | 8          | 2          | 0     | 0     | 0      | 0      | 8      | 2      |

Bijgewerkt t/m 23 januari 2025.

## Interlandcarrière
Remmers werd geselecteerd voor het Nederlands elftal onder 20 dat deelnam aan de Wereldkampioenschappen in Colombia in 2024. Haar debuut was in de oefeninterland tegen Spanje - 20 op 16 augustus 2024.
1 Lorsheijd ·
2 Vonk ·
3 Noordermeer ·
4 Pijnacker Hordijk ·
5 Nelemans ·
6 Raaijmakers  ·
7 Van Raay ·
8 Van den Goorbergh ·
9 Loonen ·
10 Van Oosten ·
11 Viehoff ·
14 Remmers ·
15 Van den Ende ·
16 Grimmius ·
18 Glotzbach ·
19 Boerboom ·
20 Van Mierlo ·
21 Burgers ·
23 Dupon ·
24 Van Egmond ·
35 Bol ·
Coach: Glotzbach
Assistent-coach: Van Tol